# Anastasiya Shmonina
Anastasiya Shmonina (7 de mayo de 2005) es una deportista ucraniana que compite en natación sincronizada.
Ganó cuatro medallas en el Campeonato Mundial de Natación entre los años 2022 y 2024, y seis medallas en el Campeonato Europeo de Natación, en los años 2022 y 2025. En los Juegos Europeos de Cracovia 2023 consiguió una medalla de plata.

## Palmarés internacional
| Campeonato Mundial | Campeonato Mundial | Campeonato Mundial | Campeonato Mundial |
| Año                | Lugar              | Medalla            | Prueba             |
| ------------------ | ------------------ | ------------------ | ------------------ |
| 2022               | Budapest (Hungría) | Medalla de oro     | Combinación libre  |
| 2022               | Budapest (Hungría) | Medalla de oro     | Rutina especial    |
| 2023               | Fukuoka (Japón)    | Medalla de bronce  | Equipo libre       |
| 2024               | Doha (Catar)       | Medalla de plata   | Rutina acrobática  |
| Juegos Europeos    |                    |                    |                    |
| Año                | Lugar              | Medalla            | Prueba             |
| 2023               | Oświęcim (Polonia) | Medalla de plata   | Rutina acrobática  |
| Campeonato Europeo |                    |                    |                    |
| Año                | Lugar              | Medalla            | Prueba             |
| 2022               | Roma (Italia)      | Medalla de oro     | Equipo técnico     |
| 2022               | Roma (Italia)      | Medalla de oro     | Equipo libre       |
| 2022               | Roma (Italia)      | Medalla de oro     | Combinación libre  |
| 2022               | Roma (Italia)      | Medalla de oro     | Rutina especial    |
| 2025               | Funchal (Portugal) | Medalla de plata   | Equipo técnico     |
| 2025               | Funchal (Portugal) | Medalla de plata   | Rutina acrobática  |